# Pórteleki József
Prückler (Pórteleki) József (Jászberény, 1902. június 8. – Budapest, 1984. június 18.) a jászok régészeti neves kutatója.

## Élete
A tekintélyes pesti patricius római katolikus Prückler család sarja. Apja, Prückler Géza (1866–1909), jászberényi banki könyvelő, anyja, Kuszman Irma (1867–1915) volt. Apai nagyszülei Prückler János Nepomuk (1816–1897), jómódú pesti kovácsmester, a fővárosi törvényhatósági bizottságnak a tagja, aki 1844. március 1-jén szerezte meg a pesti választott polgárjogot, és Faltenmayer Mária (1819–1905) voltak. Prückler (Pórteleki) József keresztnevét, apai dédapja, Prückler József Kalazancius (1778–1848) pesti pékmester, császári királyi százados, három pesti bérház tulajdonosa tiszteletére kapta. Pórteleki József nagyapjának a fivére, Prückler Ignác (1809–1876) fűszerkereskedő, pesti polgár, pezsgőgyáros volt. Pórteleki nagynénje, Prückler Klára (1844–1918), pesti lakos, Magyarország első bélyegkereskedés-alapítója volt. Pórteleki József fivére, dr. Prückler Géza (1894–1968), pénzügyi főtanácsos, t. zászlós volt; leánytestvére, revisnyei Reviczky Zoltánné Prückler Aranka volt.
Prückler József régész neves kutatója volt a jászok világának a két világháború közti korszakban. Prückler József a Jász Múzeum 1937. évi évkönyvében a „Négyszállási gyűrű lelet" címmel rövid cikket közölt, és a lelőhelyet helyesen azonosította az egykori Négyszállással, de kételkedett abban, hogy jász lelőhelyet talált volna. Prückler második közleménye a Jász Múzeum 1938–1943. évi évkönyvében „Újabb Jászberény-négyszállási leletek" címmel jelent meg. Ekkor a szerző 12 különféle leletet közölt Négyszállásról. 1935-ben küldött egy példányt a jászokról szóló könyvéből Móricz Zsigmondnak, aki levélben válaszolt neki: "Nagyságos Prückler József úrnak, Budapest, Igen tisztelt uram, nagyon köszönöm megküldött könyvét. Abból, hogy a "kunok ismerőjének" titulált (!), nem akarom levonni a kritikát a jász kérdésben. Mindenesetre igyekeszni fogok a jászokat jobban megismerni...".
1984. június 18-án hunyt el Budapesten özvegyen és egyedül; mind felesége, Firtkó Margit (Budapest, 1898. január 27.–Budapest, 1949. február 12.), mind az egyetlen fia, Pórteleki Géza (1931–1953) igen korán költözött el az élők sorából.

## Művei
- Prückler József: Jászberényi néphit, szokások, babonák. (Ethnographia 1930,)
- Prückler József: Jászberényi rajzok. (Jászberény, 1934, különlenyomat a Jász Hírlapból.)[9]
- Prückler József: Éposz a jász-kun eredetről (A jászberényi jász múz. évkve, 1938 — 1943. Bp., 1943).